# Ochta (affluente della Neva)
La Ochta (in russo Охта?) è il maggior affluente di destra della Neva. Scorre nel rajon Vsevoložskij] dell'oblast' di Leningrado e nella parte nord-est di San Pietroburgo.
Il fiume ha origine sull'altopiano Lembolovskaja e scorre in direzione meridionale. La foce del fiume si trova a 12 km dalla foce della Neva. La lunghezza è di 90 km, il bacino idrografico è di 768 km². Il letto del fiume, nel corso inferiore, ha una larghezza di 40-60 m.